# Thorshøj
Thorshøj – miasto w Danii, w regionie Jutlandia Północna, w gminie Frederikshavn.